# USS H-4 (SS-147)
Le USS H-4 (SS-147) était un sous-marin de classe H de l’United States Navy. Il fut construit à l’origine pour la marine impériale russe, mais six unités de la classe n’ont pas été livrées, dans l’attente de l’issue de la révolution russe de 1917, avant d’être rachetées par la marine américaine le 20 mai 1918.

## Conception
Les sous-marins de la classe H avaient une longueur totale de 45,8 m, un maître-bau de 4,8 m et un tirant d'eau moyen de 3,8 m. Ils avaient un déplacement de 364 tonnes en surface et 474 tonnes en immersion. Les bateaux avaient un équipage de 2 officiers et 23 hommes du rang. Ils avaient une profondeur de plongée de 200 pieds (61 m).
Pour la navigation en surface, ils étaient propulsés par deux moteurs diesel New London Ship & Engine Company de 475 ch (354 kW), chacun entraînant un arbre d'hélice. En immersion, chaque hélice était entraînée par un moteur électrique Electro Dynamic Company de 170 ch (127 kW). Ils pouvaient atteindre 14 nœuds (26 km/h) en surface et 10,5 nœuds (19,4 km/h) sous l’eau . Les bateaux avaient un rayon d'action de 2300 milles marins (4 300 km) à 11 nœuds (20 km/h) en surface, et de 100 milles (190 km) à 5 nœuds (9,3 km/h) en immersion.
Les bateaux étaient armés de quatre tubes lance-torpilles de 18 pouces (457 mm) à l’avant. Ils transportaient quatre torpilles de rechargement, pour un total de huit torpilles.

## Engagements
Le H-4 a été lancé le 9 octobre 1918 et mis en service le 24 octobre 1918 avec pour commandant le lieutenant Ralph O. Davis. Stationné à San Pedro, en Californie, d’abord avec la 6e Division sous-marine (SubDiv 6), puis avec la SubDiv 7, le H-4 a participé à divers exercices de combat et d’entraînement le long de la côte Ouest des États-Unis avec ses sister-ships de classe H. Ces exercices ont été interrompus par des patrouilles occasionnelles au large de l’île Santa Catalina et des révisions périodiques à Mare Island Naval Shipyard.
En compagnie des deux sous-divisions et du tender USS Beaver, le H-4 part de San Pedro le 25 juillet 1922 et atteint Norfolk (Virginie) le 14 septembre via la baie de Magdalena, Corinto au Nicaragua et Coco Solo. Il y est retiré du service le 25 octobre 1922. Le H-4 est rayé du Naval Vessel Register le 26 février 1931 et vendu à la ferraille le 14 septembre 1931.